# Plancher-Bas
Plancher-Bas település Franciaországban, Haute-Saône megyében. Lakosainak száma 1855 fő (2022. január 1.). Plancher-Bas Plancher-les-Mines, Champagney, Errevet, Frahier-et-Chatebier, Fresse, Ronchamp, Auxelles-Bas, Auxelles-Haut és Lachapelle-sous-Chaux községekkel határos.

## Népesség
A település népességének változása:
| Lakosok száma | 1969 | 1963 | 1999 | 1965 | 1934 | 1903 | 1872 | 1863 | 1855 |
|               | 2013 | 2015 | 2016 | 2017 | 2018 | 2019 | 2020 | 2021 | 2022 |